# Puente General Serrador
El puente General Serrador es uno de los puentes que cruzan el barranco de Santos, en la ciudad de Santa Cruz de Tenerife (Canarias, España). 

## Descripción
Construido por el arquitecto José Blasco Robles por encargo del Mando Económico de Canarias, en la época en la que el capitán general de Canarias era Ricardo Serrador Santés, aunque su conclusión en 1943 fue con el general Francisco García Escámez al frente del cargo. Ricardo Serrado murió en 1942 y el Ayuntamiento santacrucero acordó que el puente, que se fabricó para unir la calle del Norte con el Mercado de Nuestra Señora de África, llevara su nombre.
En ambas entradas del puente hay dos leones de bronce, copias del monumento dieciochesco que se alza en el Alto del León (en el puerto de Guadarrama) y que representan la victoria del entonces coronel en la toma del puerto durante la batalla de Guadarrama.

## Galería

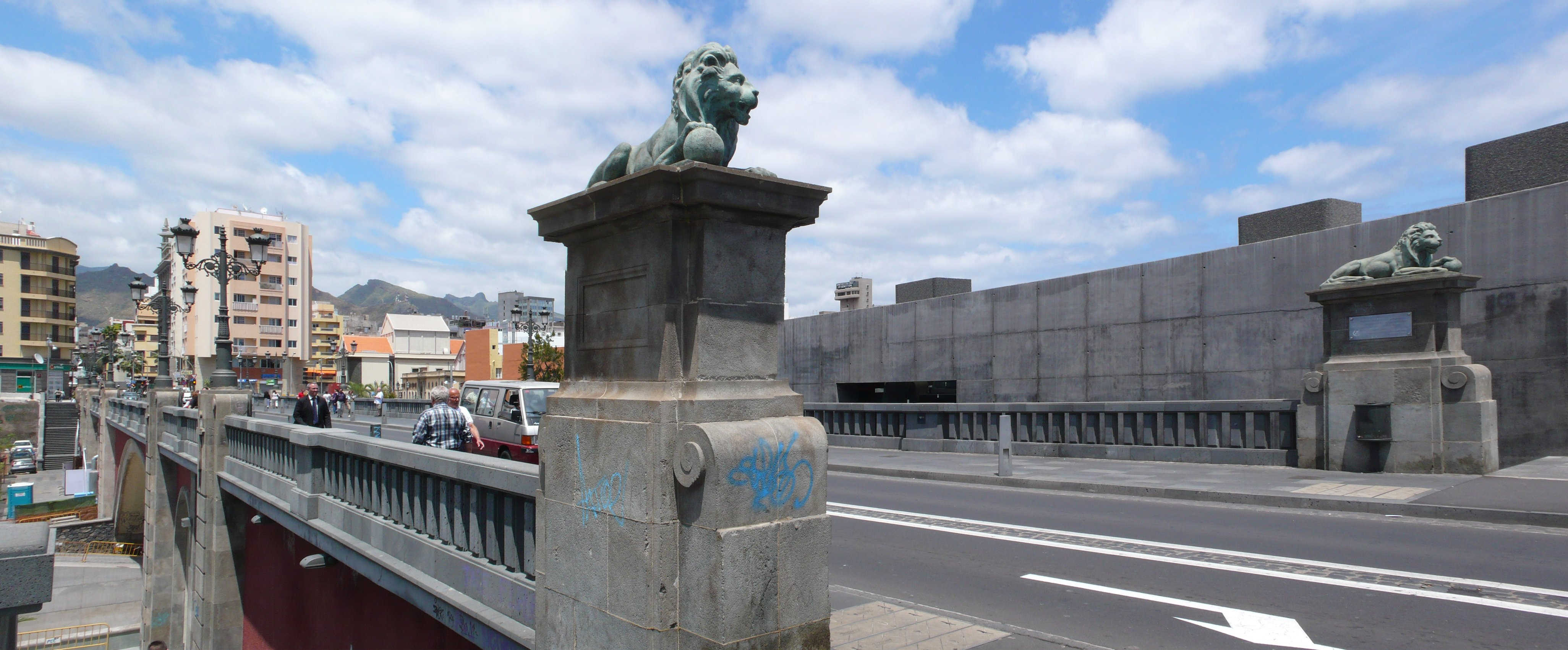
Entrada del puente con los dos leones.
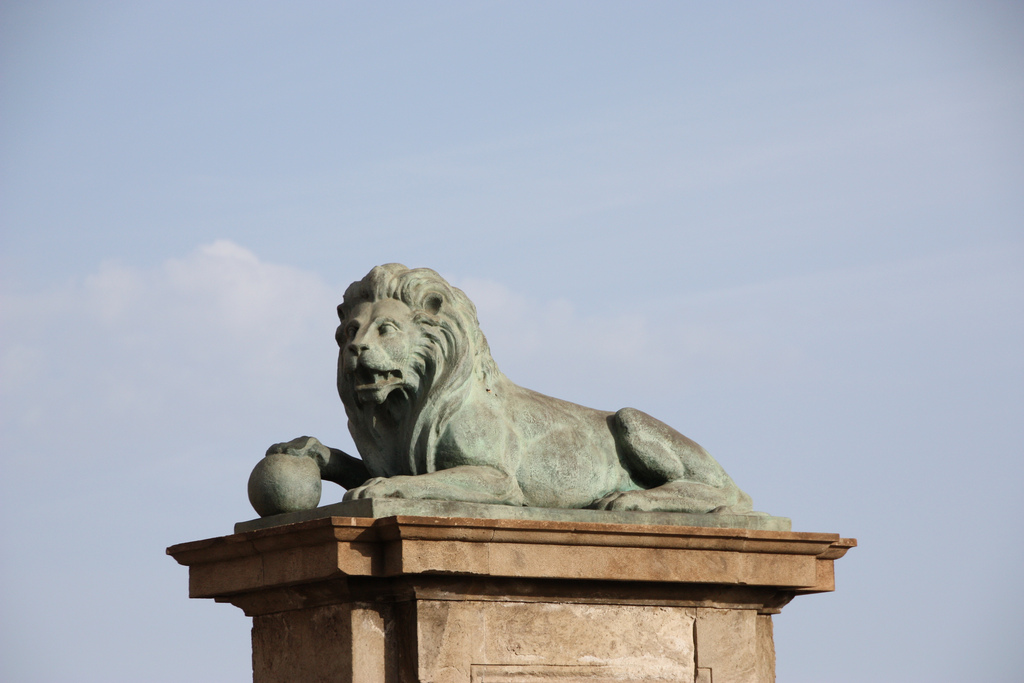
León del puente.
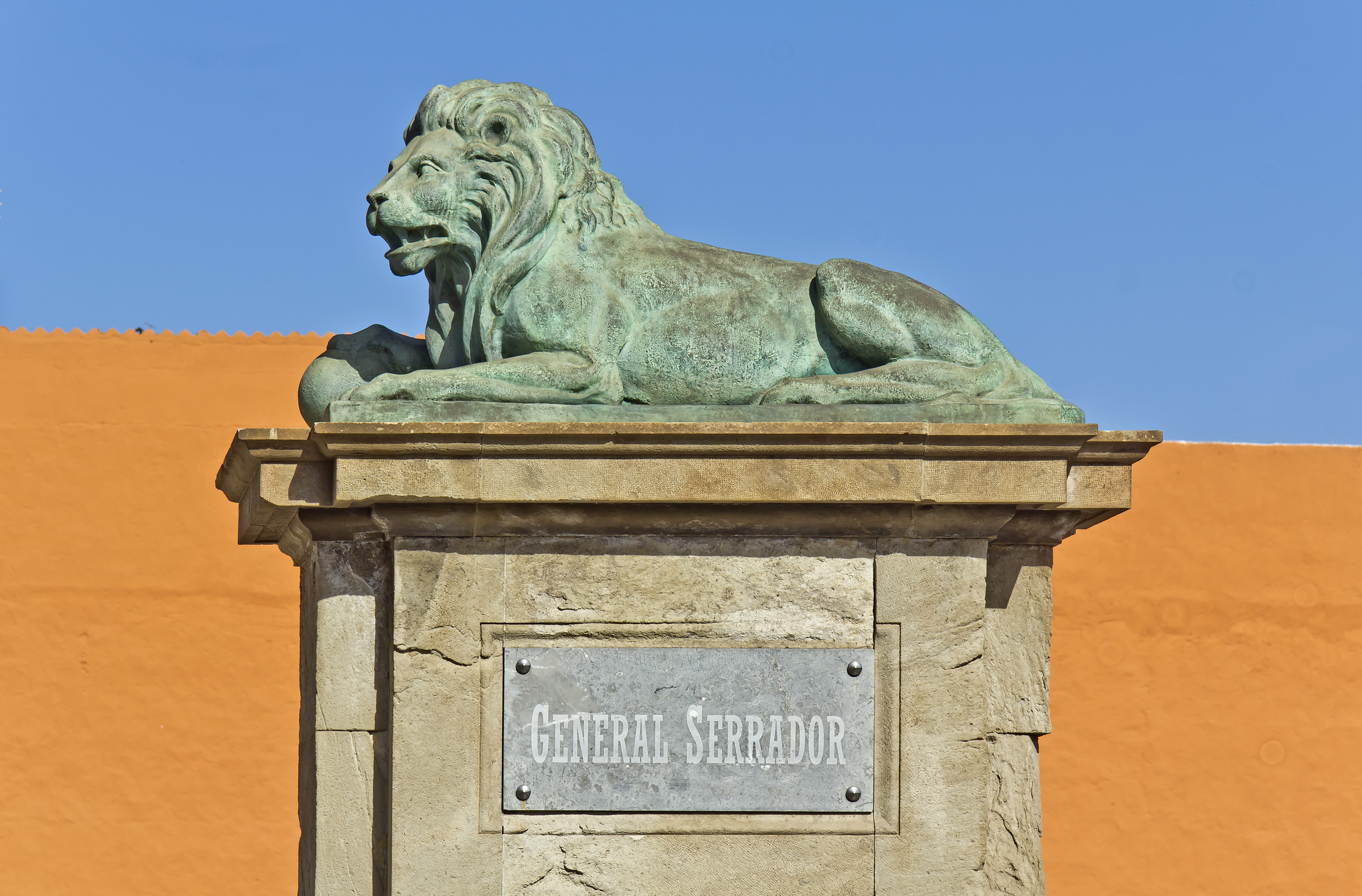
Otro de los leones.